# Metaxia kermadecensis
Metaxia kermadecensis is een slakkensoort uit de familie van de Triphoridae. De wetenschappelijke naam van de soort is voor het eerst geldig gepubliceerd in 1977 door B.A. Marshall.